# Ropica ignobilis
Ropica ignobilis là một loài bọ cánh cứng trong họ Cerambycidae.